# 杰弗里·麦克劳克林
杰弗里·麦克劳克林（英語：Jeffrey McLaughlin，1965年10月31日—），美国男子赛艇运动员。他曾代表美国参加1988年和1992年夏季奥林匹克运动会赛艇比赛，获得一枚银牌和一枚铜牌。